# Restaurant Yoann Conte
Le Restaurant Yoann Conte est un restaurant gastronomique.
Créé en 1992 par Marc Veyrat sous le nom d'Auberge de l'Eridan,, le restaurant est repris en 2010 par le chef Yoann Conte, un de ses anciens élèves,. Il est doublement étoilé au guide Michelin depuis 2013. Il obtient 5 toques (19/20) au guide Gault et Millau en 2021.
Il est établi au 13, vieille route des Pensières, Veyrier-du-Lac et il peut recevoir 30 couverts.

## Le lieu
Concernant l'aspect extérieur, le restaurant prend place au sein d'une villa de couleur bleue et aux huisseries blanches. Celle-ci date du début du XXe siècle et fut une ancienne demeure de villégiature au bord du lac d'Annecy. Elle possède une grande terrasse débouchant sur une vue dégagée et panoramique, ainsi qu'un jardin,.